# Курашов, Игорь Владимирович
Игорь Владимирович Курашов (родился 1 января 1987 года в Долгопрудном) — российский регбист, игрок команды «Слава» и сборной России по регби-15.

## Биография

### Ранние годы
Воспитанник ДЮСШ «Долгопрудненские Соколы». Первый тренер — Олег Константинович Щепочкин.

### Карьера игрока
Профессиональную карьеру начал в «Славе». Провел в команде четыре сезона, стал бронзовым (2007 год) и серебряным (2008 год) призером чемпионата. Из-за серьезных финансовых трудностей, перед сезоном 2009 года, команду покинуло множество лидеров, среди которых был и Игорь. Он вместе с Андреем Темновым перешел в «Енисей-СТМ». В первом же сезоне отметился попыткой в игре против бывшего клуба. В 2013 году принял участие в Матче всех звёзд ПРЛ. В составе «тяжелой машины» стал пятикратным чемпионом страны (в 2016 положил попытку в финальном матче), трехкратным обладателем Кубка и Суперкубка России по регби, обладателем «Континентального Щита» в 2017 году. В феврале 2018 года вернулся в «Славу».

### Карьера в сборной
Первый матч провел в 2007 году против Чехии. После этого был долгий перерыв, пока в 2012 году снова не получил вызов от Кингсли Джонса. Также привлекался в сборную России по регби-7.

## Достижения
- Чемпионат России:
  -  Чемпион России: 2011, 2012, 2014, 2016, 2017
  -  Серебряный призёр чемпионата России: 2008, 2009, 2010, 2013, 2015
  -  Бронзовый призёр чемпионата России: 2007
- Кубок России:
  -  Обладатель Кубка России: 2014, 2016, 2017
- Международные
  -  Обладатель европейского Континентального Щита — 2016/17